# پودویس (کنگاژواتس)
پودویس (به صربی: Podvis) یک منطقهٔ مسکونی در صربستان است که در کنگاژواتس واقع شده‌است. پودویس ۳۶۹ نفر جمعیت دارد.